# 王叔和
王 叔和（おう しゅくわ、生没年不詳）は、中国西晋の医学者。姓名は王熙、叔和（しゅくわ、しゅくか）は字。兗州山陽郡高平県（現在の山東省済寧市微山県）の人。

## 略歴
王叔和は中国医学の重要書籍『脈経』の著者として知られるが、正史類に記載はなく、歴代の医学書によってわずかに経歴を知ることができる。
皇甫謐（215年 - 282年）の『針灸甲乙經』の序文には「近代には太医令・王叔和が張仲景の文を撰した。」とあり、西晋時代に仕えた太医令（医学長官、七品、定員１、六百石）であるとわかる。
また高湛『養生論』には、王叔和は性格は沈静で著述を好み、過去の文章を研究して各論をまとめ、『脈経』10巻を撰し、張仲景の薬方や論を編集して（傷寒論など）36巻を成し、大いに世に行われた、とある。また、経方を広く好んで摂生の方法を研究した。嘗て人に言うに「食事に粗雑なものを欲してはならない。雑な物を摂取すれば、その時は平気でも積もり積もって人体に悪影響を及ぼす。日々の食べ過ぎは人に短気や疾病を引き起こす。（云々）」と。

## 業績
王叔和は西晋当時に半ば散逸していた張仲景の研究成果を収集して、『傷寒論』や『金匱要略方論』として新たに発行した。
また復元だけでなく、さらに発展して『脈経』を撰した。序文には「岐伯から華佗にかけての諸文献を編集し合わせて10巻となす。百病の根源、類例をもって相従え、声色、証候など漏らさず収録し、王、阮、傅、戴、呉、葛、呂、張氏の文献の異同も悉く戴録した。」とあり、晋代に伝わる医学書をまとめた総合的な医学書となっている。この『脈経』は『素問』『霊枢』『難経』『傷寒論』『金匱要略』に準ずる重要な医学書で、後世の大きな影響を与えた。
他の著作に『脈訣』4巻『金匱玉函』8卷『論病』6卷など。